# 480 př. n. l.

## Události
- vzniká Bosporská říše pod vládou rodu Archeanaktovců
- srpen – bitva u Thermopyl – bitva mezi Spartou a Persií, vítězství Persie
- srpen – bitva u mysu Artemision – nerozhodná bitva mezi řeckým a perským loďstvem
- 23. září – Bitva u Salamíny – Athéňané poráží perskou flotu
- bitva u Hímery – kartaginský Hamilkar I. poražen sicilskou aliancí Gelóna a Théróna v první řecko-kartaginské válce

## Narození
- Euripidés, řecký dramatik

## Úmrtí
- srpen – spartský král Leónidas I.
- Xenofanés, řecký filosof

## Hlava státu
- Perská říše – Xerxés I. (486 – 465 př. n. l.)
- Egypt – Xerxés I. (486 – 465 př. n. l.)
- Sparta – Leónidás I. (490 – 480 př. n. l.) » Pleistarchos (480 – 458 př. n. l.) a Leótychidás II. (491 – 469 př. n. l.)
- Athény – Hypsichides (481 – 480 př. n. l.) » Calliades (480 – 479 př. n. l.)
- Makedonie – Alexandr I. (498 – 454 př. n. l.)
- Římská republika – konzulé M. Fabius Vibulanus a Cn. Manlius Cincinnatus (480 př. n. l.)
- Syrakusy – Gelo (491 – 478 př. n. l.)
- Kartágo – Hamilkar I. (510 – 480 př. n. l.) » Hanno II. (480 – 440 př. n. l.)